# Le Tholy
 Le Tholy  es una comuna y población de Francia, en la región de Lorena, departamento de Vosgos, en el distrito de Épinal y cantón de Remiremont.
Su población en el censo de 1999 era de 1.556 habitantes.
Está integrada en la Communauté de communes des Lacs et des Hauts Rupts .

## Demografía
| 1513 | 1543 | 1552 | 1583 | 1541 | 1556 |
| Para los censos de 1962 a 1999 la población legal corresponde a la población sin duplicidades (Fuente: INSEE [Consultar]) |      |      |      |      |      |